# 清和学園高等学校
清和学園高等学校（せいわがくえんこうとうがっこう）は、埼玉県入間郡越生町に在る「私立」の高等学校。設置者は学校法人一川学園。

## 設置学科
- 通信制課程（広域通信制・単位制）
  - 普通科
  - 自動車科
  - 調理科

## 沿革
- 1962年 - 越生自動車学校として認可
- 2004年 - 清和学園高等学校となる
- 2017年 - 調理科を新設